# Río Kaka
El río Kaka es un río amazónico boliviano, un afluente del río Beni, que discurre por el departamento de La Paz.

## Geografía
El río Kaka nace de la unión de los ríos Mapiri y Aten (15°21′S 68°3′O / -15.350, -68.050). El río recorre unos 140 km hasta que se junta con el río Alto Beni para formar el río Beni, el segundo río en importancia de Bolivia.